# François Gril
Pas d'image ? Cliquez ici

a Compétitions nationales et continentales officielles uniquement.

b Matchs officiels uniquement.
François Gril, né le 28 mars 1936 à Capendu et mort le 17 juin 2022 à Carcassonne, est un joueur de rugby à XIII international français dans les années 1950 et 1960 évoluant au poste de demi de mêlée.

## Carrière

### Palmarès
- Collectif : 
  - Vainqueur du Championnat de France : 1966 et 1967 (Carcassonne).
  - Vainqueur de la Coupe de France : 1961, 1963, 1967 et 1968 (Carcassonne).
  - Finaliste du Championnat de France : 1968 (Carcassonne).
  - Finaliste de la Coupe de France : 1960 et 1965 (Carcassonne).

#### Détails en sélection en équipe de France
| 1. | 16 octobre 1960 | Australie | 12-37 | Test match | Demi de mêlée | - | - | - | - |

#### Statistiques
| Saison    | Saison      | Championnat           | Championnat | Coupe           | Coupe      | Sélection | Sélection | Sélection | Sélection | Sélection | Sélection | Sélection |
| Saison    | Saison      | Comp.                 | Class.      | Comp.           | Class.     | Comp.     | M         | Pts       | Ess.      | Buts      | Dp.       |           |
| --------- | ----------- | --------------------- | ----------- | --------------- | ---------- | --------- | --------- | --------- | --------- | --------- | --------- | --------- |
| 1959-1960 | Carcassonne | Championnat de France | 1/2 finale  | Coupe de France | Finaliste  |           |           |           |           |           |           |           |
| 1960-1961 | Carcassonne | Championnat de France | 1/4 finale  | Coupe de France | Vainqueur  |           | 1         | -         | -         | -         | -         |           |
| 1961-1962 | Carcassonne | Championnat de France | 1/2 finale  | Coupe de France | 1/2 finale |           |           |           |           |           |           |           |
| 1962-1963 | Carcassonne | Championnat de France | 1/2 finale  | Coupe de France | Vainqueur  |           |           |           |           |           |           |           |
| 1963-1964 | Carcassonne | Championnat de France | 10e         | Coupe de France | 1/2 finale |           |           |           |           |           |           |           |
| 1964-1965 | Carcassonne | Championnat de France | 1/2 finale  | Coupe de France | Finaliste  |           |           |           |           |           |           |           |
| 1965-1966 | Carcassonne | Championnat de France | Champion    | Coupe de France | 1/2 finale |           |           |           |           |           |           |           |
| 1966-1967 | Carcassonne | Championnat de France | Champion    | Coupe de France | Vainqueur  |           |           |           |           |           |           |           |
| 1967-1968 | Carcassonne | Championnat de France | Finaliste   | Coupe de France | Vainqueur  |           |           |           |           |           |           |           |